# Sopot Peak
Sopot Peak är en bergstopp i Antarktis. Den ligger i Sydshetlandsöarna. Argentina, Chile och Storbritannien gör anspråk på området. Toppen på Sopot Peak är 1 meter över havet.
Terrängen runt Sopot Peak är kuperad. Havet är nära Sopot Peak åt nordost. Trakten är glest befolkad. Närmaste befolkade plats är Commandante Ferraz Station, 12,5 kilometer nordost om Sopot Peak. 